# Pizzo Barone
Der Pizzo Barone ist ein 2864 m ü. M. hoher Berg in den Tessiner Alpen im Schweizer Kanton Tessin.
Der Berg liegt im südwestlichen Teil der Gruppe Campo Tencia und beherrscht das Chironico-Tal. Der Gipfel ist über einen Pfad von Sonogno aus erreichbar. Von der Capanna Barone benötigt man für den Aufstieg zwei Stunden (T3).